# Discontinuità di Balmer
La discontinuità di Balmer, viene definita come il salto di intensità che può essere notato ai limiti della serie di Balmer, all'interno degli spettri stellari. Questa discontinuità si manifesta come una diminuzione dell'intensità dell'irraggiamento.
Questa discontinuità nasce dai diversi coefficienti di assorbimento caratteristici di ogni atmosfera stellare.
L'ampiezza può essere correlata alla temperatura e alla luminosità della stella (questo è valido nei primi tipi spettrali).
Per questo motivo, la discontinuità di Balmer è utilizzata come parametro per la classificazione delle stelle.